# NASCAR Rookie of the Year Award

Das Logo der NASCAR-Serie

Der NASCAR Rookie of the Year Award ist eine Auszeichnung für den besten Neuling (Rookie) in einer NASCAR-Serie.

## Geschichte
Der Rookie of the Year Award wurde in der Top-Division der NASCAR, der heutigen Cup Series, erstmals im Jahre 1954 vergeben. Gewinner des Awards war Blackie Pitt. Von 1958 bis 1973 wurde von NASCAR dann offiziell jährlich ein Rookie of the Year gewählt, allerdings gab es damals noch kein spezielles Punktsystem, welches erkennbar machte, welcher Fahrer Rookie of the Year war. Es war so, dass sich NASCAR-Offizielle zu einer Versammlung trafen, auf der der Fahrer ausgesucht wurde, der ihrer Meinung nach der beste war. Seit 1974 nutzt NASCAR ein deutliches, unmissverständliches Punktesystem, so dass für jeden klar erkennbar ist, wer die Rookie of the Year-Auszeichnung erhält.

## Punktesystem

### Grundregeln
Die Neulinge erhalten Punkte für die 17 besten Rennen, die sie im Laufe einer NASCAR Cup-Saison hatten.
- Der bestplatzierte Neuling erhält zehn Punkte, der Zweitbeste neun, der Drittbeste acht usw.
- Jeder Neuling, der sich für ein Rennen vor Anmeldeschluss meldet, erhält mindestens einen Punkt, unabhängig davon ob man sich letztendlich qualifiziert oder wo man im Rennen landet.

### Bonuspunkte
Bonuspunkte werden in den folgenden Fällen vergeben:
- Wenn ein Fahrer in den Top 10 sein Rennen beendet. Für den ersten Platz würde er dann zehn Punkte erhalten, für den zweiten Platz neun Punkte und so weiter.
- Nach jedem Segment. Die NASCAR-Saison ist in drei Segmente unterteilt: Segment 1 sind die ersten zehn Rennen, Segment 2 sind die darauf folgenden zehn Rennen und Segment 3 die restlichen Rennen der Saison. Im Sprint Cup wären dies 16 Rennen, in der Craftsman Truck Series nur fünf.
- Der bestplatzierte Neuling in der Fahrergesamtwertung am Ende der Saison erhält zehn Zusatzpunkte. Dies muss nicht zwangsläufig auch der bestplatzierte Fahrer der Rookie-Wertung sein, da die Punktesysteme sehr verschieden sind.

### Gremium
In der letzten Woche der Saison trifft sich ein fünfköpfiges Gremium aus Fahrern und NASCAR-Offiziellen. Angehörige und Teammitglieder der Anwärter auf den Rookie of the Year-Titel dürfen nicht daran teilnehmen. Dieses Gremium bewertet die Neulinge an den folgenden Kriterien:
- Verhalten gegenüber den Offiziellen
- Verhalten auf der Rennstrecke
- Persönliches Auftreten und Verhalten in der Presse

Sollte es nötig sein durchzugreifen, dann wird dieses Gremium einen Fahrer möglicherweise leicht bestrafen, um nicht das Ansehen der NASCAR zu gefährden.

## Bedingungen
Fahrer müssen die folgenden Bedingungen erfüllen, um als Rookie of the Year-Anwärter zu gelten:
- Der Fahrer darf in keiner vorherigen Saison mehr als sieben Rennen gefahren haben.
- Ein Fahrer, der mehr als fünf Rennen in einer höheren Serie gefahren ist, darf nicht um den Rookie of the Year einer kleineren Serie, wie der Nationwide Series oder Craftsman Truck Series fahren.
- Wenn ein Fahrer bis zum 20. Saisonrennen sich nicht für mindestens acht Rennen gemeldet hat, wird er aus der Wertung genommen.
- Wenn ein Neuling im Rennen für ein Team antritt für welches er nicht in der Qualifikation gefahren ist, was zum Beispiel bei Verletzungen oder Krankheiten des Stammfahrers des jeweiligen Autos eintreten könnte, dann wird dieser Fahrer keine Punkte für die Rookie-Wertung erhalten. Jedoch erhält er die volle Punktzahl in der Fahrergesamtwertung.

## Award-Gewinner der einzelnen Serien

### NASCAR Cup Series
| † | gilt nicht als Anwärter in der Rookie-Wertung, fuhr jedoch mehr als sieben Rennen.                   |
| ‡ | war Anwärter, fuhr die Saison jedoch nicht zu Ende, so dass er aus der Wertung genommen wurde.       |
| * | fuhr im Laufe der Saison nicht mehr als sieben Rennen und wäre somit nochmal Anwärter auf den Titel. |
| ± | verstarb im Laufe der Rookie-Saison                                                                  |
| Ø | verstarb im Laufe seiner Rookie-Saison und wurde posthum zum Rookie gekrönt.                         |
| æ | Erhielt keinen offiziellen Rookie Award                                                              |

| Saison | Gewinner               | Weitere Anwärter |
| ------ | ---------------------- | --- |
| 2024   | Carson Hocevar         | Josh Berry, Zane Smith, Kaz Grala |
| 2023   | Ty Gibbs               | Noah Gragson |
| 2022   | Austin Cindric         | Harrison Burton, Todd Gilliland† |
| 2021   | Chase Briscoe          | Anthony Alfredo, Justin Haley† |
| 2020   | Cole Custer            | Tyler Reddick, Christopher Bell, John Hunter Nemechek, Brennan Poole, Quin Houff, Justin Haley†                                                              |
| 2019   | Daniel Hemric          | Ryan Preece, Matt Tifft, Quin Houff*, Josh Bilicki |
| 2018   | William Byron          | Darrell Wallace jr., Ross Chastain† |
| 2017   | Erik Jones             | Daniel Suárez, Ty Dillon, Corey LaJoie†, Gray Gaulding |
| 2016   | Chase Elliott          | Chris Buescher, Ryan Blaney, Brian Scott, Jeffrey Earnhardt, Ty Dillon†                                                                                      |
| 2015   | Brett Moffitt          | Matt DiBenedetto, Jeb Burton, Alex Kennedy, Tanner Berryhill*, Ryan Blaney†, Brian Scott†                                                                    |
| 2014   | Kyle Larson            | Austin Dillon, Justin Allgaier, Cole Whitt, Michael Annett, Alex Bowman, Ryan Truex, Parker Kligerman, Trevor Bayne†                                         |
| 2013   | Ricky Stenhouse junior | Danica Patrick, Timmy Hill; Trevor Bayne†, Austin Dillon† |
| 2012   | Stephen Leicht         | Josh Wise, Timmy Hill*, Trevor Bayne†, Danica Patrick† |
| 2011   | Andy Lally             | Brian Keselowski*, T. J. Bell*, Trevor Bayne† |
| 2010   | Kevin Conway           | Landon Cassill†, Terry Cook* |
| 2009   | Joey Logano            | Scott Speed, Brad Keselowski†, Max Papis‡, Dexter Bean* |
| 2008   | Regan Smith            | Sam Hornish junior, Patrick Carpentier‡, Michael McDowell‡, Aric Almirola†, Marcos Ambrose†, Dario Franchitti‡, Jacques Villeneuve*                          |
| 2007   | Juan Pablo Montoya     | David Ragan, Paul Menard, David Reutimann, A. J. Allmendinger                                                                                                |
| 2006   | Denny Hamlin           | Clint Bowyer, Martin Truex jr., Reed Sorenson, J. J. Yeley, David Stremme, David Gilliland†, Chad Chaffin‡, Brent Sherman*                                   |
| 2005   | Kyle Busch             | Travis Kvapil, Boris Said†, Mike Garvey‡, Stanton Barrett‡, Carl Long†, Eric McClure*                                                                        |
| 2004   | Kasey Kahne            | Brendan Gaughan, Brian Vickers, Scott Wimmer, Scott Riggs, Johnny Sauter‡, Kirk Shelmerdine†, Carl Edwards†                                                  |
| 2003   | Jamie McMurray         | Greg Biffle, Tony Raines, Casey Mears, Jack Sprague‡, Larry Foyt, Christian Fittipaldi†, Hideo Fukuyama*.                                                    |
| 2002   | Ryan Newman            | Jimmie Johnson, Shawna Robinson*, Carl Long*, Hermie Sadler†                                                                                                 |
| 2001   | Kevin Harvick          | Kurt Busch, Casey Atwood, Jason Leffler, Ron Hornaday jr., Andy Houston‡, Bobby Hamilton jr.†                                                                |
| 2000   | Matt Kenseth           | Dale Earnhardt jr., Dave Blaney, Scott Pruett, Stacy Compton, Mike Bliss, Ed Berrier‡, Jeff Fuller*                                                          |
| 1999   | Tony Stewart           | Elliott Sadler, Buckshot Jones‡, Stanton Barrett*, Dan Pardus*, Mike Harmon*                                                                                 |
| 1998   | Kenny Irwin jr.        | Kevin Lepage, Jerry Nadeau, Steve Park, Dennis Setzer† |
| 1997   | Mike Skinner           | David Green, Robby Gordon‡, Jeff Green, Lance Hooper† |
| 1996   | Johnny Benson          | Gary Bradberry‡, Randy MacDonald*, Stacy Compton* |
| 1995   | Ricky Craven           | Robert Pressley, Randy LaJoie‡, Elton Sawyer‡, Steve Kinser*, Davy Jones*                                                                                    |
| 1994   | Jeff Burton            | Steve Grissom, Joe Nemechek, Loy Allen jr., John Andretti, Jeremy Mayfield, Mike Wallace, Ward Burton, Rich Bickle†, Billy Standridge†                       |
| 1993   | Jeff Gordon            | Bobby Labonte, Kenny Wallace, P. J. Jones‡, Todd Bodine† |
| 1992   | Jimmy Hensley          | Andy Belmont‡, Dave Mader III*, Bob Schacht† |
| 1991   | Bobby Hamilton         | Ted Musgrave, Stanley Smith‡, Wally Dallenbach jr.‡, Sammy Swindell*                                                                                         |
| 1990   | Rob MorosoØ            | Jack Pennington‡, Jerry O’Neil‡, Jeff Purvis* |
| 1989   | Dick Trickle           | Hut Stricklin, Larry Pearson, Jimmy Spencer, Rick Mast‡, Ben Hess‡, Chad Little‡, Butch Miller‡, Mickey Gibbs‡                                               |
| 1988   | Ken Bouchard           | Ernie Irvan, Brad Noffsinger‡, Jimmy Horton‡ |
| 1987   | Davey Allison          | Dale Jarrett, Steve Christman, Rodney Combs‡, Derrike Cope‡, Mark Stahl†, Brett Bodine†, Jerry Cranmer*                                                      |
| 1986   | Alan Kulwicki          | Michael Waltrip, Chet Fillip†, Pancho Carter†, Davey Allison*, Jim Sauter†, Jerry Cranmer*, Rick Baldwin*, Jonathan Lee Edwards*, Wayne Kramer (Rennfahrer)* |
| 1985   | Ken Schrader           | Eddie Bierschwale, Don Hume† |
| 1984   | Rusty Wallace          | Greg Sacks, Phil Parsons, Clark Dwyer, Tommy Ellis†, Doug Heveron†, Dean Combs†, Terry Schoonover±                                                           |
| 1983   | Sterling Marlin        | Trevor Boys†, Ronnie Hopkins‡, Ken Ragan‡, Bobby Hillin jr.‡, Mike Potter†                                                                                   |
| 1982   | Geoff Bodine           | Mark Martin, Brad Teague‡, Rick Wilson† |
| 1981   | Ron Bouchard           | Morgan Shepherd, Tim Richmond, Mike Alexander‡, Johnny Rutherford†, Elliott Forbes-Robinson‡, Joe Ruttman‡, Stan Barrett‡, Connie Saylor‡, Gary Balough‡     |
| 1980   | Jody Ridley            | Lake Speed‡, Kyle Petty‡, Slick Johnson‡ |
| 1979   | Dale Earnhardt         | Joe Millikan, Terry Labonte, Harry Gant |
| 1978   | Ronnie Thomas          | Roger Hamby, Blackie Wangerin, Baxter Price, Al Holbert |
| 1977   | Ricky Rudd             | Sam Sommers, Janet Guthrie‡, Tighe Scott, Tommy Gale‡, Gary Myers‡                                                                                           |
| 1976   | Skip Manning           | Terry Bivens, Neil Bonnett, Jimmy Means, Bill Elliott, John A. Utsman                                                                                        |
| 1975   | Bruce Hill             | Carl Adams, Bruce Jacobi, Grant Adcox, Chuck Bown, D.K. Ulrich, Joe Mihalic, Travis Tiller, Ferrel Harris, Dick May                                          |
| 1974   | Earl Ross              | Richie Panch, Jackie Rogers, Ramo Stott |
| 1973   | Lennie Pond            | Darrell Waltrip, Johnny Barnes |
| 1972   | Larry Smith            | David Sisco, Doc Faustina |
| 1971   | Walter Ballard         | Maynard Troyer, Richard Brown, D.K. Ulrich |
| 1970   | Bill Dennis            | Joe Frasson, Jim Vandiver, Talmadge Prince± |
| 1969   | Dick Brooks            | Buddy Young, Hoss Ellington |
| 1968   | Pete Hamilton          | Dave Marcis, Don Tarr |
| 1967   | Donnie Allison         | Charlie Glotzbach, Paul Dean Holt |
| 1966   | James Hylton           | Bill Seifert, Frank Warren |
| 1965   | Sam McQuagg            | Henley Gray, Clyde Lynn, Dick Hutcherson |
| 1964   | Doug Cooper            | J. T. Putney, Buddy Arrington |
| 1963   | Billy Wade             | Bobby Isaac, Larry Manning, J. D. McDuffie |
| 1962   | Thomas Cox             | Cale Yarborough, Ed Livingston |
| 1961   | Woodie Wilson          | Wendell Scott, Lee Reitzel |
| 1960   | David Pearson          | Gerald Duke, Paul Lewis |
| 1959   | Richard Petty          | Fritz Wilson, Buddy Baker, Bob Burdick |
| 1958   | Shorty Rollins         | |
| 1957   | Ken Rush æ             | |
| 1954   | Blackie Pitt æ         | |

### Xfinity Series
| Saison | Gewinner               | Weitere Anwärter |
| ------ | ---------------------- | --- |
| 2023   | Sammy Smith            | Parker Retzlaff, Chandler Smith |
| 2022   | Austin Hill            | Sheldon Creed, Kyle Sieg, Jesse Iwuji |
| 2021   | Ty Gibbs               | Josh Berry, Jade Budford, Sam Mayer, Ryan Vargas, Jordan Anderson |
| 2020   | Harrison Burton        | Riley Herbst, Myatt Snider, Jesse Little, Joe Graf junior, Kody Vanderwal |
| 2019   | Chase Briscoe          | John Hunter Nemechek, Noah Gragson, Justin Haley, Brandon Brown |
| 2018   | Tyler Reddick          | Christopher Bell, Austin Cindric, Alex Labbe, Kaz Grala, Spencer Boyd, Vinnie Miller, Chad Finchum, Josh Bilicki, Matt Mills† |
| 2017   | William Byron          | Cole Custer, Daniel Hemric, Matt Tifft, Spencer Gallagher, Ben Kennedy |
| 2016   | Erik Jones             | Brennan Poole, Brandon Jones, Ryan Preece, Garrett Smithley, Ray Black Jr., B. J. McLeod, Cody Ware*, Corey LaJoie†, Matt Tifft†, Spencer Gallagher† |
| 2015   | Daniel Suárez          | Darrell Wallace jr., Ross Chastain, Cale Conley, Harrison Rhodes, Peyton Sellers, Josh Reaume, Ryan Blaney†, Ben Rhodes†, Mario Gosselin†, Dylan Lupton†, Derek White†, Jimmy Weller III†, Erik Jones†, B. J. McLeod†                                                                        |
| 2014   | Chase Elliott          | Ty Dillon, Chris Buescher, Ryan Reed, Dylan Kwasniewski, Dakoda Armstrong, Ryan Sieg, Tanner Berryhill, Chad Boat, Tommy Joe Martins, Harrison Rhodes*, David Starr†, Carlos Contreras†, Josh Reaume†, Ryan Ellis†, Ryan Blaney†, Cale Conley†                                               |
| 2013   | Kyle Larson            | Alex Bowman, Nelson Piquet junior, Jeffrey Earnhardt, Kevin Swindell, Dexter Stacey, Hal Martin, Juan Carlos Blum, Ty Dillon† |
| 2012   | Austin Dillon          | Cole Whitt, Jason Bowles, Brad Sweet, Johanna Long, Joey Gase, Casey Roderick, Benny Gordon, Jamie Dick†, Josh Richards†, Travis Pastrana†, Daryl Harr†, Tim Schendel†, Ryan Blaney† |
| 2011   | Timmy Hill             | Blake Koch, Ryan Truex, Jennifer Jo Cobb, Charles Lewandoski |
| 2010   | Ricky Stenhouse junior | Brian Scott, Colin Braun, James Buescher‡, Parker Kligerman‡, Tayler Malsam†, Danica Patrick† |
| 2009   | Justin Allgaier        | Brendan Gaughan, Michael Annett, Michael McDowell, Erik Darnell‡, Scott Lagasse jr.‡, John Wes Townsley, Trevor Bayne†, Shelby Howard†, Ken Butler III‡, Matt Carter†, Kevin Conway†, Jeremy Clements†, Terry Cook‡, Peyton Sellers‡, Marc Davis*                                            |
| 2008   | Landon Cassill         | Joey Logano†, Bryan Clauson‡, Josh Wise†, Dario Franchitti‡, Cale Gale‡, Brian Keselowski‡, Chase Miller‡, Danny Efland†, Brandon Whitt†, Patrick Carpentier‡, Justin Hobgood† |
| 2007   | David Ragan            | Marcos Ambrose, Brad Keselowski, Kyle Krisiloff, Kelly Bires†, Brad Coleman‡, Juan Pablo Montoya‡, Richard Johns†, Robert Richardson‡, Bobby East†, D. J. Kennington†, Brett Rowe†, Justin Diercks*, Sam Hornish jr.‡, Timothy Peters*, Bobby Santos III*, Alex García*, Brian Conz*         |
| 2006   | Danny O’Quinn          | John Andretti, Todd Kluever, Burney Lamar‡, Mark McFarland‡, Stephen Leicht†, Auggie Vidovich II†, David Reutimann†, Steve Wallace†, Aric Almirola†, Shane Huffman†, David Gilliland‡, Tracy Hines‡, Joel Kauffman‡, A.J. Foyt IV*, Carl Long*, Jorge Goeters*, Kevin Conway*, Chris Wimmer* |
| 2005   | Carl Edwards           | Reed Sorenson, Denny Hamlin, Jon Wood, Brent Sherman, Kertus Davis, Michel Jourdain jr.‡, Tyler Walker‡, Kevin Hamlin†, Brandon Miller‡, Paul Wolfe‡, Ryan Hemphill‡, Jerry Robertson†, Boston Reid*, A. J. Fike*, Eric McClure† Blake Feese*, Kim Crosby*, Donnie Neuenberger*              |
| 2004   | Kyle Busch             | Paul Menard‡, Clint Bowyer‡, J. J. Yeley‡, Travis Geisler‡, Stan Boyd‡ Aaron Fike†, Billy Parker‡ |
| 2003   | David Stremme          | Coy Gibbs, Joey Clanton‡, Chad Blount‡, Jason White‡, Chase Montgomery‡, Regan Smith‡, Martin Truex jr.† Damon Lusk‡, Chris Bingham‡ |
| 2002   | Scott Riggs            | Johnny Sauter, Shane Hmiel, Kerry Earnhardt, Casey Mears, Brian Vickers, Kasey Kahne‡, Larry Gunselman†, Dan Pardus‡, Brian Weber†, Joe Buford† |
| 2001   | Greg Biffle            | Scott Wimmer, Jamie McMurray, Larry Foyt, Kelly Denton‡, Tim Sauter‡, Marty Houston‡, Christian Elder‡, David Donohue‡, Bill Hoff† |
| 2000   | Kevin Harvick          | Ron Hornaday Jr., Jimmie Johnson, Jay Sauter, Michael Ritch, P. J. Jones, Jason Schuler†, Ricky Hendrick†, Anthony Lazzaro‡, Mike Stefanik‡, Mike Borkowski‡, Derrick Gilchrist‡, Jay Fogleman*, Dave Steele*                                                                                |
| 1999   | Tony Raines            | Hank Parker jr., Adam Petty, Bobby Hamilton jr.‡, Tony Roper‡, Kelly Denton* Phillip Morris*, Kerry Earnhardt*, Skip Smith* |
| 1998   | Andy Santerre          | Dave Blaney‡, Blaise Alexander, Kevin Grubb, Wayne Grubb, Casey Atwood‡, Mike Cope‡, Matt Hutter‡, Lance Hooper‡, Jason Jarrett‡, Kevin Schwantz‡ |
| 1997   | Steve Park             | Matt Kenseth‡, Johnny Chapman‡, Mark Krogh‡, Jeff Krogh‡, Lyndon Amick‡, Tim Steele†, Dale Earnhardt jr.‡, Tim Bender‡, Stanton Barrett†, Ted Christopher† |
| 1996   | Glenn Allen jr.        | Mike Dillon, Elliott Sadler†, Shane Hall‡ Mark Green‡, Mike Harmon†, Tony Stewart‡, Ron Barfield† |
| 1995   | Jeff Fuller            | Curtis Markham, Buckshot Jones‡, L.W. Miller‡ David Bonnett‡, |
| 1994   | Johnny Benson          | Dennis Setzer, Kevin Lepage, Stevie Reeves, Randy Porter‡, Dirk Stephens‡, Johnny Rumley‡, Mike Garvey‡, Robbie Reiser‡, Chad Chaffin‡, Michael Ritch*, Kirk Shelmerdine*, Mike Stefanik* |
| 1993   | Hermie Sadler          | Joe Bessey, Tim Fedewa, Roy Payne Nathan Buttke‡, Jason Keller‡, Michael Ritch*, Tom Hessert*, Alan Russell*, Kenny Wallace*, Page Jones* |
| 1992   | Ricky Craven           | Shawna Robinson‡, Robert Huffman, Randy MacDonald*, Greg Trammell* |
| 1991   | Jeff Gordon            | David Green, Tracy Leslie, Troy Beebe, Cecil Eunice, Richard Lasater, Jeff Green‡, Mike Wallace‡, Mike Oliver‡, Mike McLaughlin‡, Rich Burgess*, Shawna Robinson* |
| 1990   | Joe Nemechek           | Bobby Moon, Ward Burton, Jack Sprague‡, Dana Patten, Davey Johnson‡, Dave Mader III‡, Ed Ferree‡, Frank Fleming‡, Clifford Allison* |
| 1989   | Kenny Wallace          | Bobby Hamilton, Jeff Burton, Dave Rezendes, Robert Pressley, Brandon Baker, Dave Simpson‡, Ed Ferree*, Jeff Spraker†, Tom Harrington* |

### Camping World Truck Series
| Saison | Gewinner        | Weitere Anwärter |
| ------ | --------------- | --- |
| 2023   | Nick Sanchez    | Jake Garcia, Rajah Caruth, Bret Holmes, Daniel Dye |
| 2022   | Corey Heim      | Lawless Alan, Dean Thompson, Jack Wood, Blaine Perkins |
| 2021   | Chandler Smith  | Carson Hocevar, Hailie Deegan, Chase Purdy, Kris Wright, Tim Viens* |
| 2020   | Zane Smith      | Christian Eckes, Derek Kraus, Raphaël Lessard, Tanner Gray, Tate Fogleman, Ty Majeski, Spencer Davis |
| 2019   | Tyler Ankrum    | Sheldon Creed, Harrison Burton, Tyler Dippel, Gus Dean, Spencer Boyd, Brennan Poole, Natalie Decker, Anthony Alfredo |
| 2018   | Myatt Snider    | Todd Gilliland, Dalton Sargeant, Justin Fontaine, Bo LeMastus, Robby Lyons |
| 2017   | Chase Briscoe   | Grant Enfinger, Noah Gragson, Austin Cindric, Kaz Grala, Cody Coughlin, Stewart Friesen, Wendell Chavous |
| 2016   | William Byron   | Christopher Bell, Cole Custer, Ben Rhodes, Rico Abreu, Austin Wayne Self, Matt Tifft, Grant Enfinger*, Cody Coughlin*, Ryan Truex†, Tommy Joe Martins†, Brandon Brown†                                                                                                |
| 2015   | Erik Jones      | John Hunter Nemechek, Cameron Hayley, Daniel Hemric, Brandon Jones, Spencer Gallagher, Ray Black Jr., Korbin Forrister, Austin Theriault, Justin Boston, Wendell Chavous*, Cody Ware*, Jordan Anderson†, Tyler Tanner†, Ryan Ellis†                                   |
| 2014   | Ben Kennedy     | Tyler Reddick, Mason Mingus, Tyler Young, Gray Gaulding, Chase Pistone*, Erik Jones†, Justin Jennings† |
| 2013   | Ryan Blaney     | Darrell Wallace jr., Jeb Burton, Germán Quiroga, Brennan Newberry, Ryan Truex* |
| 2012   | Ty Dillon       | Cale Gale, Ross Chastain, John Wes Townsley, Dakoda Armstrong, Bryan Silas, Max Gresham, Paulie Harraka, Caleb Holman*, John King*, Jeb Burton*, Dusty Davis*, Tyler Young*, T. J. Duke*, Tim George junior†, Jeff Agnew†                                             |
| 2011   | Joey Coulter    | Nelson Piquet junior, Cole Whitt, Parker Kligerman, Miguel Paludo, Johanna Long, Blake Feese†, Craig Goess, Josh Richards†, Jeffrey Earnhardt*, Justin Johnson*, Dusty Davis*, Chase Mattioli*, Chris Eggleston*                                                      |
| 2010   | Austin Dillon   | Justin Lofton, Jennifer Jo Cobb, Brett Butler‡, Narain Karthikeyan†, Brad Sweet†, Clay Greenfield†, Chris Eggleston*, Chris Lafferty†, Dillon Oliver*, Landon Cassill*                                                                                                |
| 2009   | Johnny Sauter   | Tayler Malsam, James Buescher, Ricky Carmichael‡, Mario Gosselin†, J. R. Fitzpatrick‡, Brian Ickler‡, Ryan Sieg†, Nick Tucker†, Brent Raymer‡, Chris Fontaine†, Chris Jones‡, Chase Austin*, Ryan Hackett*                                                            |
| 2008   | Colin Braun     | Donny Lia, Brian Scott, Justin Marks‡, Marc Mitchell‡, Scott Speed‡, Andy Lally‡, Ryan Lawler†, Keven Wood†, J. C. Stout†, Phillip McGilton*, Norm Benning† |
| 2007   | Willie Allen    | Tim Sauter, Joey Clanton, Jason White, Blake Bjorklund |
| 2006   | Erik Darnell    | Chad McCumbee, Marcos Ambrose, Aric Almirola, Bobby East, Kerry Earnhardt, Erin Crocker, Boston Reid‡, Joey Miller‡, Robert Richardson, Kraig Kinser‡, Scott Lagasse jr.‡, Ryan Moore‡, Chase Miller†, Michel Jourdain jr.*, Sean Murphy*, J. R. Patton*, Tam Topham* |
| 2005   | Todd Kluever    | Kyle Busch†, Timothy Peters‡, Shigeaki Hattori‡, Clay Rogers*, Regan Smith‡, Jimmy Kite*, Nick Tucker*, Kerry Earnhardt* |
| 2004   | David Reutimann | Tracy Hines, Robert Huffman, Brandon Whitt, Chase Montgomery, Shane Sieg‡, Kelly Sutton‡, Ken Weaver‡, David Ragan†, Deborah Renshaw†, Chris Wimmer‡, Shelby Howard‡, Brad Keselowski‡                                                                                |
| 2003   | Carl Edwards    | Jody Lavender, Randy Briggs‡, Tina Gordon‡, T. J. Bell‡, Doug Keller‡, Kenny Hendrick†, Teri MacDonald* |
| 2002   | Brendan Gaughan | Bill Lester, Jason Small |
| 2001   | Travis Kvapil   | Ricky Hendrick, Matt Crafton, Billy Bigley, Jon Wood‡, Bobby Dotter, Willy T. Ribbs, Brian Rose, Nathan Haseleu‡, Larry Gunselman, Chuck Hossfeld‡, Jonathon Price†, Ricky Sanders‡                                                                                   |
| 2000   | Kurt Busch      | Carlos Contreras, Scott Riggs‡, Rick Ware‡, Wayne Edwards‡, Coy Gibbs‡, Mark Petty‡, Kenny Martin‡, Donny Morelock*, J. D. Gibbs* |
| 1999   | Mike Stefanik   | Scott Hansen, David Starr, Marty Houston‡, Tim Steele‡, Ryan McGlynn‡, Phil Bonifield‡, Ernie Cope*, Mike Clark*, Nipper Alsup*, Randy Nelson* |
| 1998   | Greg Biffle     | Andy Houston, Scot Walters, Wayne Anderson‡, Kevin Cywinski‡, Randy MacDonald†, Dominic Dobson‡, B. A. Wilson†, Randy Nelson*, Billy Pauch*, Joe Bush*, Tommy Archer*, Mike Cope*, Freddie Query*, Andy Michner*, W. David Stacy*, Jimmy Davis*, Monty Kline*         |
| 1997   | Kenny Irwin jr. | Rick Crawford, Stacy Compton, Tony Raines, Boris Said, Tony Roper, Tammy Jo Kirk‡, Rob Rizzo‡, Brian Cunningham†, Lonnie Rush jr.‡, Kelly Denton‡, Mike Cope‡, Andy Genzman*, Toby Porter*, David Smith*                                                              |
| 1996   | Bryan Reffner   | Doug George, Lance Norick, Bobby Gill‡, Jay Sauter‡, Lonnie Cox‡, Charlie Cragan†, Ron Barfield†, Mark Gibson†, Rick Johnson‡, Randy Renfrow†, Dan Press‡ |